# Marian Kolczyński
Marian Kolczyński (ur. 30 stycznia 1950 w Mogilnie) – generał brygady Wojska Polskiego.

## Życiorys
W latach 1968–1972 był podchorążym Wyższej Szkoły Oficerskiej Wojsk Rakietowych i Artylerii im. gen. Józefa Bema w Toruniu, a później słuchaczem Akademii Sztabu Generalnego i Podyplomowych Studiów Operacyjno-Strategicznych w Akademii Obrony Narodowej.
Przeszedł kolejne szczeble dowodzenia w jednostkach artyleryjskich – kolejno 5 Brygady Artylerii Armat w Głogowie, Dowództwa Wojsk Rakietowych i Artylerii Śląskiego Okręgu Wojskowego, 23 Brygady Artylerii Armat w Zgorzelcu.
Od 1991 dowodził 23 BAA, a następnie od 1998 23 Śląską Brygadą Artylerii w Bolesławcu.
15 sierpnia 2002 roku nominowany na generała brygady.
22 stycznia 2008 Minister Bogdan Klich, wraz z szefem Sztabu Generalnego WP generałem Franciszkiem Gągorem oraz dowódcami Rodzajów Sił Zbrojnych, uroczyście pożegnał 33 z 39 generałów, w tym gen. bryg. Mariana Kolczyńskiego.

## Zajmowane stanowiska
- 1972-1975 – dowódca plutonu w 5 Brygadzie Artylerii Armat w Głogowie
- 1975-1976 – dowodził elewami w 14 PSz AA
- 1976-1979 – dowódca baterii rozpoznawczej (5BA)
- 1979-1980 – szef sztabu dywizjonu (5BA)
- 1980-1983 – studia w Akademii Sztabu Generalnego Wojska Polskiego
- 1983-1984 – dowódca dywizjonu (5BA)
- 1984-1985 – starszy oficer Dowództwa Wojsk Rakietowych i Artylerii Śląskiego Okręgu Wojskowego
- 1985-1986 – zastępca dowódcy ds. liniowych w 23 BAA w Zgorzelcu
- 1986-1991 – szef sztabu 23 BAA
- 21.10.1991 – 30.09.1993 - dowódca 23 BAA
- 01.10.1993 – 23.08.1994 - Podyplomowe Studia Operacyjno-Strategiczne w Akademii Obrony Narodowej
- 24.08.1994-24.06.2004 – dowódca 23 ŚBA (4 grudnia 1995 zmiana nazwy z 23 BAA na 23 ŚBA)
- Od 25 czerwca 2004 – zastępca dyrektora Departamentu Kontroli Ministerstwa Obrony Narodowej

## Ordery, odznaczenia, wyróżnienia
- Krzyż Oficerski Orderu Odrodzenia Polski (2005)[3]
- Krzyż Kawalerski Orderu Odrodzenia Polski (1996)[4]
- Złoty Krzyż Zasługi
- Srebrny Krzyż Zasługi
- Brązowy Krzyż Zasługi
- Złoty Medal „Siły Zbrojne w Służbie Ojczyzny”
- Srebrny Medal Siły Zbrojne w Służbie Ojczyzny
- Brązowy Medal Siły Zbrojne w Służbie Ojczyzny
- Złoty Medal „Za zasługi dla obronności kraju”
- Złoty Medal „Opiekun Miejsc Pamięci Narodowej”[5]
- Medal Pamiątkowy 23 ŚBA[6]
- Wpis do Księgi Honorowej Ministra Obrony Narodowej (2001)